# Maurice Tebbel
Maurice Tebbel (* 23. April 1994) ist ein deutscher Springreiter.

## Werdegang

### Erfolge im Jugendsport
Maurice Tebbel wurde 1994 als Sohn des Springreiters und Hengsthalters René Tebbel und dessen Ehefrau Erika geboren. Ebenso wie seine jüngere Schwester Justine (* 1998) hatte er entsprechend von Klein auf Kontakt zu Pferden und begann bereits als Ponyreiter seine Turnierlaufbahn. Er ist auf der elterlichen Reitanlage in Emsbüren ansässig.
Erstmals mit 11 Jahren wurde Tebbel für die Deutschen Meisterschaften der Pony-Springreiter nominiert.
Mit dem New-Forest-Pony Patty belegte er 2007 sein erstes internationales Championat, die Europameisterschaften der Pony-Springreiter. Während er dieses noch auf Platzierung im Mittelfeld abschloss, folgten 2008 mehrere Erfolge: National wurde er mit Giovanni Deutscher Meister der Ponyreiter und mit Merry Christmas Vizemeister bei den Junioren auf Großpferden, international wurde er Vize-Europameister der Junioren. 2009 konnte er seinen Meistertitel bei den Ponyreitern verteidigen und konnte auch den Preis der Besten der Ponyreiter für sich sichern. Mit dem Großpferd Kira Bell, die zuvor sein Vater international geritten hatte, wurde er beim HGW Nachwuchschampionat 2009 in Braunschweig Dritter.
Der traditionelle Jahresabschluss der Nachwuchsspringreiter, das Salut-Festival in Aachen, lief ebenso hocherfolgreich für Maurice Tebbel: Den Mannschafts-Cup der Junioren und Junge Reiter gewann er gemeinsam mit Laura Klaphake, Tobias Meyer und Patrick Stühlmeyer für den Landesverband Weser-Ems. Ebenso gewann er hier die Einzelwertung, das Hallenchampionat der Junioren (er ritt jeweils Merry Christmas).
Mit dem Umstieg auf Großpferde folgten auch zunehmend Erfolge in Springprüfungen der schweren Klasse. Nach Siegen in nationalen Großen Preisen der Klasse S** in Lastrup und Haselünne 2010 folgte im selben Jahr die Verleihung des Goldenen Reitabzeichens. Bei den Europameisterschaften der Junioren verpasste er 2010 eine Einzelmedaille knapp, mit der Mannschaft gab es die Goldmedaille.

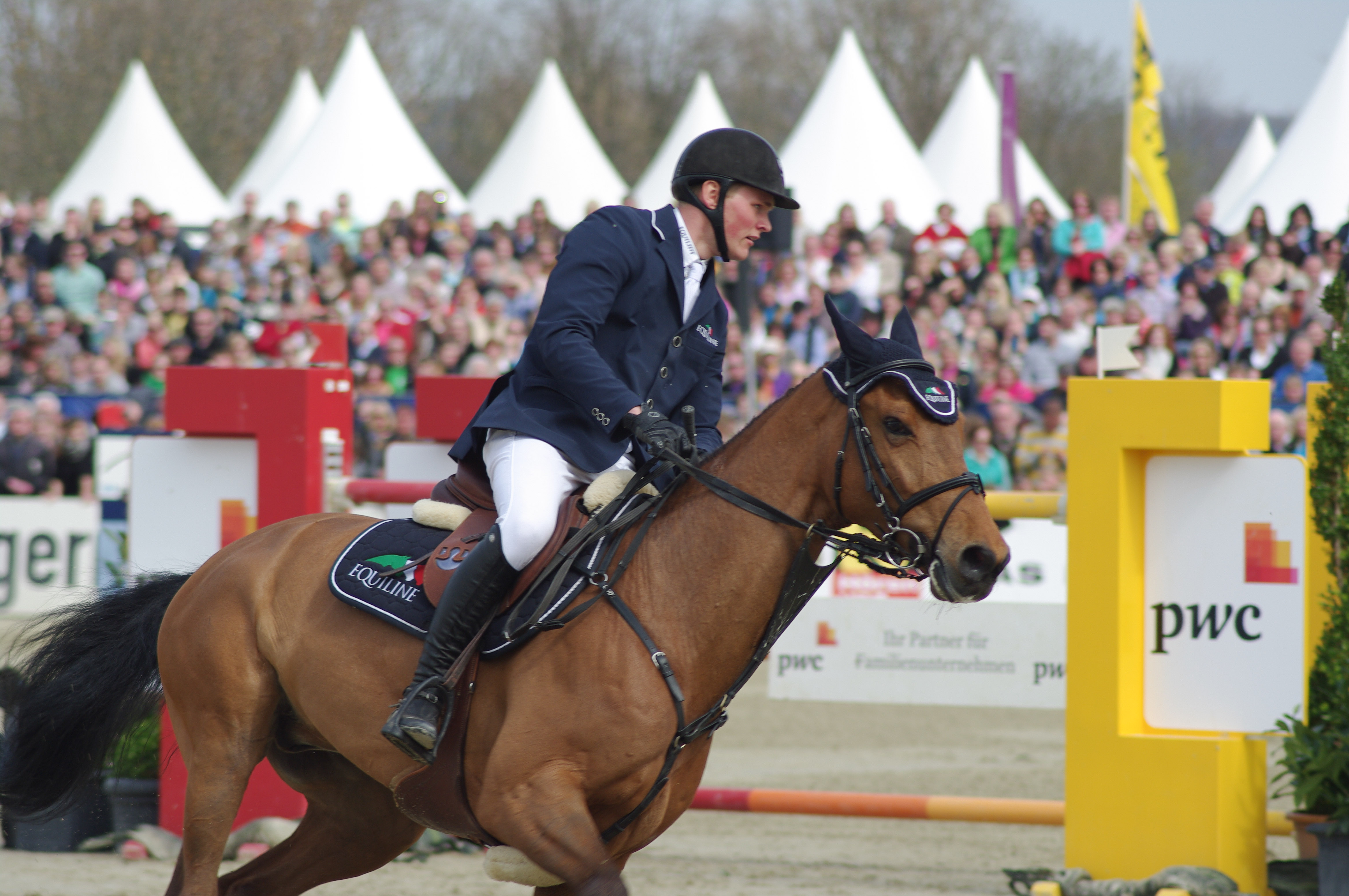
Maurice Tebbel mit Cooper bei Horses & Dreams 2013

2011 konnte ein dritter Platz bei den Deutschen Juniorenmeisterschaften verzeichnet werden; 2012 glückte dann mit Cooper der große internationale Einzelerfolg, der Gewinn des Einzel-Europameistertitels. Von 2013 bis 2015 nahm er jeweils an den Europameisterschaften der Jungen Reiter teil. Auch außerhalb der Europameisterschaften kam es zu Einsätzen unter deutscher Flagge, so etwa beim Nationenpreis der Jungen Reiter beim CSIOJ „Future Champions“ in Hagen am Teutoburger Wald 2014 (zweiter Platz mit Cooper) Jenseits der Junge Reiter-Wettbewerbe bekam Tebbel in dieser Zeit vermehrt die Möglichkeit, bei größeren internationalen Turnieren zu starten, so wurde er etwa Zweiter im Finale der Mittleren Tour beim CSI 4* CHI Donaueschingen 2013 mit Akku und Elfter im Weltcupspringen von Stuttgart (CSI 5*-W) mit Cooper.

### Kaderreiter auch im Erwachsenensport
Seit 2015 gehört Maurice Tebbel zur Perspektivgruppe des deutschen Springkaders. Im Juli 2016 bekam er die Chance, beim CHIO Aachen an den Start zu gehen. Diese nutze er aus und wurde im traditionsreichen Preis von Nordrhein-Westfalen am Freitag mit Chacco’s Son Zweiter.
In der Hallensaison 2016/2017 bekam er die Chance, mehrere Weltcupturniere zu bestreiten. Doch bereits der erste Start wurde verhindert: Im Tränkeeimer seines Pferdes Chacco’s Son fand Tebbel beim Weltcupturnier in Lyon eine schmerzstillende Paste, woraufhin man den Start zurückzog. Sein Vater zeigte den Vorfall bei der Turnierleitung an und veranlasste eine Medikationskontrolle. Obwohl bei den weiteren Weltcupstarts in London und Leipzig keine vorderen Plätze in den Weltcupspringen zustande kamen, konnte sich Tebbel doch für die Freiluftsaison 2017 empfehlen.
Die Saison 2017 erforderte im deutschen Springreitsport eine Neuaufstellung: Von den Paaren der Bronzemannschaft der Olympischen Spiele 2016 stand keines mehr für Nationenpreise zur Verfügung. Gleich bei der ersten Prüfung der Europa-Liga 1 des Nations Cup, dem Nationenpreis von Lummen, bekam Maurice Tebbel die Chance zu seinem ersten Nationenpreiseinsatz in der Altersklasse der „Reiter“. Er ritt hier Chacco’s Son, Deutschland schloss die Prüfung siegreich ab. Es folgte ein weiterer Nationenpreiseinsatz in La Baule. Obendrein bekam er erneut die Startmöglichkeit für den CHIO Aachen, wo er mit seinem Pferd Chacco’s Son im Nationenpreis zwei Nullrunden absolvierte und als Schlussreiter die deutsche Mannschaft zum Sieg führte. Es folgte die Nominierung Tebbels für die Europameisterschaften 2017.
2018 war er Teil des siegreichen Nationenpreisteams im Rahmen des CHIO Aachen. Einige Wochen später gewann er bei den Weltmeisterschaften in Tryon die Team-Bronzemedaille. Im Jahr 2020 kam Tebbel zu einem Nationenpreisstart und gewann zum Ende der Saison die Silbermedaille bei den Deutschen Meisterschaften.
Im Juli 2021 befand er sich auf Rang 86 der Weltrangliste. Für das Jahr 2021 wurde er mit dem Hengst Don Diarado in den deutschen Bundeskader berufen und schließlich auch für die Olympischen Sommerspiele in Tokio nominiert. Dort kam er mit Don Diarado in der Mannschaftswertung zum Einsatz.
Zum Jahresende 2021 verließ Don Diarado den Stall Tebbel, zudem war für das Jahr 2022 das sportliche Karriereende seines anderen Erfolgspferdes Chacco’s Son vorgesehen. Seit Februar 2022 ist Maurice Tebbel im Stall von Jan Tops und Athina Onassis in Valkenswaard tätig.

## Privates
Am 19. Juni 2020 heiratete Tebbel seine langjährige Lebensgefährtin, die Dressurreiterin Friederike Tebbel (geborene Hahn). Gemeinsam haben sie zwei Töchter (* 2023) und (* 2025).

## Pferde

### Aktuelle Turnierpferde
- Crazy for you de Tiji Z (* 2016), dunkelbrauner Zangersheider Wallach, Vater: Cornet Obolensky, Muttervater: Diamant de Semilly
- Kenzo 73 (* 2016), dunkelbrauner KWPN-Hengst, Vater: Kannan, Muttervater: Caretino
- Quickly McQuick (* 2016), Oldenburger Springpferd brauner Hengst, Vater: Quickly de Kreisker, Muttervater: Quick Star
- Supreme EP (* 2017), Selle Français-Fuchswallach, Vater: Diamant de Semilly, Muttervater: Heartbreaker
- Dialon 7 (* 2019), Oldenburger Springpferd brauner Wallach, Vater: Dia Corrado, Muttervater: Light On OLD

### Ehemalige Turnierpferde
- Giovanni 172 (* 1997), Fuchswallach, Endmaßpony des Zuchtverbands Nederlands Rijpaarden en Pony Stamboek, Vater: Top Nonstop, Muttervater: Marsvogel xx; später u. a. von Justine Tebbel geritten[24][25], zuletzt 2018 von Vivien Bögel im Sport eingesetzt
- Merry Christmas (* 2000), Württemberger Fuchsstute, Vater: Kolibri, Muttervater: Jura[26], zuletzt 2016 von Petr Dajbych im Sport eingesetzt
- Cooper 75 (* 2003), brauner Holsteiner Wallach, Vater: Colman, Muttervater: Limbus; wurde wechselnd von Maurice und René Tebbel geritten[27], seit 2020 von Laureen Brand geritten
- Lava Levista (* 2003), Westfale Dunkelfuchs-Stute, Vater: Levisto Z, Muttervater: Dream of Glory[28], zuletzt 2018 im Sport eingesetzt
- Akku 2 (* 2005), Westfale brauner Wallach, Vater: Albatros 86, Muttervater: Pep; ab 2015 von Jasmine Wiggins geritten[29] und zuletzt 2016 von ihr im internationalen Sport eingesetzt
- Chacco`s Son I (* 2007), Westfale brauner Hengst, Vater: Chacco-Blue, Muttervater: Lancer III, zuletzt 2021 im internationalen Sport eingesetzt
- Don Diarado (* 2009), Rheinländer brauner Hengst, Vater: Diarado, Muttervater: Lord Lancer; ab 2022 von Harm Lahde geritten[30]
- Fermoy (* 2014), früherer Name Chacco’s Light, Oldenburger Springpferd brauner Wallach, Vater: Chaccos' Son I, Muttervater: Light On OLD, seit  September 2023 von Cian O’Connor geritten[31]

## Erfolge

### Championate
- Olympische Sommerspiele:
  - 2020 (2021), Tokio: mit Don Diarado 9. Platz mit der Mannschaft
- Weltmeisterschaften:
  - 2018, Tryon: mit Don Diarado Bronze mit der Mannschaft
- Europameisterschaften:[3]
  - 2007, Freudenberg (Ponyreiter): mit Patty 7. Platz mit der Mannschaft und 39. Platz in der Einzelwertung
  - 2008, Avenches (Ponyreiter): mit Giovanni Bronze mit der Mannschaft und Silber in der Einzelwertung
  - 2010, Jardy (Junioren): mit Merry Christmas Gold mit der Mannschaft und 4. Platz in der Einzelwertung
  - 2012, Ebreichsdorf (Junioren): mit Cooper 6. Platz mit der Mannschaft und Gold in der Einzelwertung
  - 2013, Vejer de la Frontera (Junge Reiter): mit Cooper 5. Platz mit der Mannschaft und 9. Platz in der Einzelwertung
  - 2014, Arezzo (Junge Reiter): mit Cooper Gold mit der Mannschaft und 7. Platz in der Einzelwertung
  - 2015, Wiener Neustadt (Junge Reiter): mit Cooper Silber mit der Mannschaft und 24. Platz in der Einzelwertung
  - 2017, Göteborg: mit Chaccos' Son 5. Platz mit der Mannschaft und 57. Platz in der Einzelwertung

- Deutsche Meisterschaften:[4]
  - 2008, Hannover: 1. Platz mit Giovanni (Ponyreiter) und 2. Platz mit Merry Christmas (Junioren)
  - 2009, München (Ponyreiter): Gold mit Giovanni
  - 2011, Freudenberg (Junioren): Bronze mit Chevignon
  - 2014, Zeiskam (Junge Reiter): Silber mit Cooper
  - 2020, Riesenbeck: Silber mit Don Diarado

### Weitere Erfolge (in Auswahl)
- 2009: 3. Platz im HGW Nachwuchschampionat bei den Löwen Classics Braunschweig mit Kira Bell, 1. Platz im Preis der Besten der Ponyreiter in Warendorf und 3. Platz im Preis der Besten der Junioren in Warendorf mit Merry Christmas
- 2010: 1. Platz im Großen Preis des Benefizturniers Haselünne (Prüfung Klasse S**) mit Merry Christmas, 1. Platz im Großen Preis der Lastruper Spring Days (Prüfung Klasse S**) mit Merry Christmas, 1. Platz im Preis der Besten der Junioren in Warendorf mit Merry Christmas
- 2011: 1. Platz im Großen Preis der Lastruper Spring Days (Prüfung Klasse S**) mit Chevignon, 1. Platz im Preis der Besten der Junioren in Warendorf mit Kolibri's Firebird sowie mit der Mannschaft (Junioren) 1. Platz im Nationenpreis von Hagen a.T.W. (CSIOJ) mit Chevignon[32]
- 2012: 1. Platz in der Wertungsprüfung des European Youngster Cups (CSIU25-A) bei den Euroclassics Bremen mit Lava Levista, 1. Platz im Preis der Besten der Junioren in Warendorf mit Lava Levista sowie mit der Mannschaft (Junioren) 2. Platz im Nationenpreis von Hagen a.T.W. (CSIOJ) mit Cooper[33]
- 2013: 1. Platz im Preis der Besten der Jungen Reiter in Warendorf mit Akku, 1. Platz im Großen Preis der Jungen Reiter in Lastrup (CSIY-A) mit Akku
- 2014: 4. Platz im Großen Preis von Steinhagen (CSI 1*) mit Light On OLD, 1. Platz im Großen Preis der Jungen Reiter / U25 bei der Warsteiner Champions Trophy mit Cooper, 1. Platz im Hallenchampionat der Jungen Reiter beim Salut-Festival Aachen mit Sansibar[34] sowie mit der Mannschaft (Junge Reiter) 2. Platz im Nationenpreis von Hagen a.T.W. (CSIOY) mit Cooper
- 2015: 1. Platz im Großen Preis der Jungen Reiter beim CSIOY Hagen a.T.W. mit Chacco`s Son, 2. Platz im Großen Preis des CSIU25 Riesenbeck International mit Camilla PJ sowie mit der Mannschaft (Junge Reiter) 1. Platz im Nationenpreis von Bonheiden (CSIOY) mit Chacco`s Son
- 2016: 2. Platz im Großen Preis eines CSI 2* in Oliva mit Camilla PJ, 2. Platz im Preis von Nordrhein-Westfalen beim CHIO Aachen (CSIO 5*) mit Chacco`s Son, 1. Platz im Großen Preis des CSI 2* Indoors in Riesenbeck mit Chacco`s Son
- 2017: 1. Platz im Finale von „Deutschlands U25 Springpokal“ beim CHIO Aachen mit Don Diarado sowie mit der Mannschaft 1. Platz im Nationenpreis von Lummen (CSIO 5*) mit Chacco`s Son und 1. Platz im Nationenpreis von Aachen (CSIO 5*) mit Chacco`s Son
- 2018: 1. Platz im Großen Preis des K+K Cups in Münster mit Don Diarado, 3. Platz im Großen Preis eines CSI 3* in Oliva mit Don Diarado, 2. Platz im Großen Preis von Hamburg (CSI 5*) mit Chacco`s Son, 1. Platz im Nationenpreis von Aachen (CSIO 5*) mit Chacco's Son
- 2019: 4. Platz im Großen Preis bei den Stephex Masters (CSI 5* Wolvertem) mit Don Diarado, 4. Platz mit der Mannschaft der Cannes Stars bei den Global Champions League Playoffs in Prag (CSI 5*) mit Don Diarado
- 2020: 4. Platz im Nationenpreis von Prag (CSIO 3*) mit Don Diarado, 2. Platz im Großen Preis von Prag (CSIO 3*) mit Don Diarado, 2. Platz im Championat von Riesenbeck (CSI 3* in Rahmen der Internationalen Deutschen Meisterschaften) mit Don Diarado
- 2021: 2. Platz im Großen Preis eines CSI 2* in Opglabbeek mit Don Diarado, 4. Platz im Großen Preis von Doha (CSI 5* CHI Al Shaqab) mit Don Diarado, 1. Platz im Großen Preis von Hagen a.T.W. (CSI 2* Horses & Dreams) mit Don Diarado, 2. Platz im Nationenpreis von St. Gallen (CSIO 5*) mit Don Diarado, 1. Platz im Nationenpreis von Sopot (CSIO 5*) mit Don Diarado, 3. Platz im Großen Preis von Šamorín (CSI 5*, 2. Turnierwoche) mit Don Diarado

(Stand: 7. Februar 2022)